# Lem-PHEA

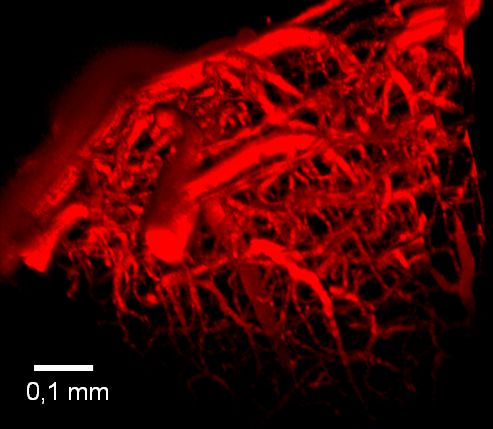
Image des vaisseaux d'un cerveau de souris obtenue à l'aide du colorant Lem-PHEA.

Le Lem-PHEA est un colorant dit « ultra-brillant » qui permet de faire de l'imagerie vasculaire cérébrale en trois dimensions avec une haute résolution (de l'ordre de 10 μm) alors que la RMN a une résolution de quelques millimètres. Son intérêt, outre sa brillance, est sa solubilité dans l'eau, ce qui en fait un colorant de choix pour les études in vivo. C'est un dérivé du chromophore de Lemke obtenu par oligomérisation de fragments -CH2CH-COO-CH2CH2OH fortement hydrosolubles.

## Structure et synthèse

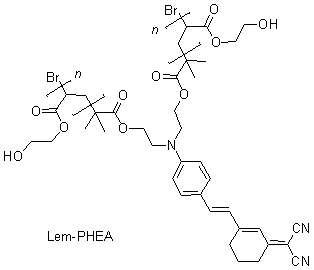
Formule du Lem-PHEA.

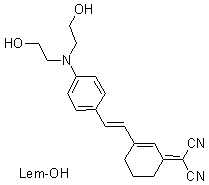
Précurseur du Lem-PHEA.

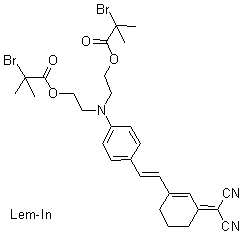
Précurseur du Lem-PHEA.

Le colorant est synthétisé en deux étapes à partir du Lem-OH qui réagit avec du bromure de 2-bromoisobutyrile pour donner le Lem-In. Ce dernier, après réaction avec le 2-hydroxyéthylacrylate, polymérise pour produire le Lem-PHEA. Le nombre de motifs oligomérisés est noté n sur la formule ci-contre et est compris entre 10 et 12.

## Propriétés
Le Lem-PHEA est un colorant dont la fluorescence résulte d'un transfert de charge intramoléculaire. La suite de fragments -CH2CH-COO-CH2CH2OH résultant de l'oligomérisation lui confère une bonne solubilité dans l'eau. Il donne une absorption à deux photons, ce qui est une propriété incontournable pour faire de la spectroscopie avec résolution spatiale, afin d'être utilisé pour l'imagerie 3D. Ce colorant n'est pas toxique chez la souris,.

## Publications
Après la publication de la découverte du Lem-PHEA dans la revue internationale Chemical Science, une brève a été réalisée. Celle-ci a été reprise par le CNRS qui a produit un communiqué de presse national. Il s'est ensuivi une reprise de l'information en quelques jours par des sites dans le monde entier (France, Iran, Canada, USA, etc.), en particulier Actus France, 8 mai 2013 ; futurascience, 8 mai 2013 ; maxisciences, 1er mai 2013 ; Radio Canada, 29 avril 2013 ; biofutur, 3 mai 2013 ; phys.org, mai 2013 ; RTFLASH, 30 avril 2013 ; Kurzweil, 6 mai 2013 ; Synchro.sympathico.ca, 29 avril 2013 ; Biooptics.world, 3 mai 2013 ; 33rd Square, 6 mai 2013 ; e! Science News, 2 mai 2013 ; Magzboomer.net, 29 avril 2013 ; LyonPremière.com, 29 avril 2013 ; Yahoo Quebec, 29 mai 2013 ; Kanoon (Iran), mai 2013, etc.